# A Night at the Roxbury
A Night at the Roxbury è un film del 1998 diretto da John Fortenberry e prodotto da Amy Heckerling.
I protagonisti sono Will Ferrell e Chris Kattan che recitano il ruolo dei Fratelli Boutabi, due personaggi da loro interpretati in alcuni sketch del Saturday Night Live. Dalla stessa trasmissione arrivano anche altri membri del cast, come Molly Shannon che recita il ruolo di Emily Sanderson e Mark McKinney che ha un cameo come prete che officia un matrimonio.

## Trama
Doug e Steve Boutabi sono due fratelli d'origine yemenita che di giorno lavorano nel negozio di piante finte del padre e di notte girano per discoteche, cercando senza successo di conoscere ragazze. Il loro sogno è di entrare al Roxbury, il night club più esclusivo della città, ma ogni loro tentativo si infrange sul buttafuori all'ingresso. La loro occasione di realizzare il sogno arriva quando la star televisiva Richard Grieco tampona il loro furgone e, per evitare una causa in tribunale, li accompagna nel locale presentandoli come suoi amici. Qui Doug e Steve conoscono il proprietario del Roxbury, Mr. Zadir, al quale sottopongono le loro originali idee su come dovrebbe essere realizzato un locale notturno di successo.
Zadir rimane conquistato dalla proposta e invita i due fratelli nella sua villa dove è in corso un festino notturno, durante il quale Doug e Steve riescono finalmente a conquistare due arriviste, Cambi e Vivica, che li avevano scambiati per dei ricchi imprenditori. Sembra che tutto stia andando per il verso giusto, ma quando i Boutabi vanno negli uffici di Zadir a parlare della realizzazione del loro locale notturno vengono sbattuti fuori da Doey, l'autista del capo, senza poter parlare con il padrone del Roxbury.
A seguito di quest'inconveniente i due litigano e prendono due strade separate. Steve mette la testa a posto, inizia a lavorare seriamente nel negozio del padre e inizia a uscire con la sua vicina di casa Emily Sanderson, mentre Doug continua a fare la vita da ribelle senza però riuscire a colmare il vuoto della mancanza di suo fratello. La riconciliazione fra i due avverrà il giorno del matrimonio di Steve ed Emily, che Doug riesce a impedire proprio sul filo di lana: egli infatti poco prima della celebrazione fa risuonare le note di What Is Love, canzone simbolo della vita notturna, che fanno "rinsavire" il promesso sposo.
Emily però non rimarrà single neanche per un secondo: durante la stessa occasione si sposa con un palestrato amico dei Boutabi che vuole entrare nel mondo dell'alta finanza come produttore di barrette energetiche. Anche i due fratelli troveranno la loro anima gemella: Steve farà coppia con una poliziotta che qualche giorno prima gli aveva fatto una multa mentre Doug si fidanzerà con una centralinista, addetta al controllo delle carte di credito, che chiamava in continuazione solo per sentire la sua bella voce. Il lieto fine si completa con i due fratelli che diventano soci di Mr. Zadir nella gestione del suo nuovo locale notturno ispirato alle loro strampalate idee.

## I fratelli Boutabi
I Fratelli Boutabi sono la caricatura dei tipici frequentatori di discoteche, che passano la notte a girare per diversi locali da ballo nella speranza di fare conquiste femminili. Uno degli elementi comici ricorrenti sono proprio le scene di ballo nelle quali Kattan e Ferrell si esibiscono in frenetiche danze e improbabili coreografie per conquistare la ragazza di turno.
Negli sketch originali i due fratelli Doug e Steve erano spesso affiancati da un terzo fratello interpretato ogni volta da un ospite differente (fra cui anche Jim Carrey, Tom Hanks e Sylvester Stallone) ma nella realizzazione del film non è stata presa in considerazione l'opportunità di inserire questa gag.

## Colonna sonora
La colonna sonora è composta da successi disco degli anni settanta, ottanta e novanta. In particolare What is love di Haddaway risulta il tema portante delle scene più importanti del film.
- What Is Love (7' Mix) - Haddaway
- Bamboogie (Radio Edit) - Bamboo
- Make That Money - Robi Rob's Club World
- Disco Inferno - Cyndi Lauper
- Do Ya Think I'm Sexy? - N-Trance
- Pop Muzik - 3rd Party
- Insomnia (Monster Mix) - Faithless
- Be My Lover (Club Mix) - La Bouche
- This Is Your Night - Amber
- Beautiful Life - Ace of Base
- Where Do You Go (Ocean Drive Mix) - No Mercy
- A Little Bit of Ecstasy - Jocelyn Enriquez
- What Is Love (Refreshmen to Extro Radio Mix) - Haddaway
- Careless Whisper - Tamia

## Accoglienza
Il film è stato quasi universalmente stroncato dalla critica, ottenendo una valutazione dell'11% su Rotten Tomatoes, secondo cui A Night at the Roxbury "ha gli stessi problemi dei peggiori film SNL: personaggi monotematici e trame irragionevolmente volte a raggiungere una grande durata". Anita Gates del The New York Times ha riconosciuto il fascino del film e lo definì "innegabilmente patetico ma stranamente amabile. E comunque, vorresti davvero trascorrere un'ora e mezza con loro in una stanza buia?". Roger Ebert ha osservato che "la cosa triste di A Night at the Roxbury è che i tutti i personaggi si trovano in un film-barzelletta, e la barzelletta sono loro... È la prima commedia che io abbia mai visto in cui il ridere sarebbe un atto di crudeltà nei confronti dei personaggi".
Il film è stato un discreto successo al botteghino: costato circa 17 milioni di dollari, ne ha incassati 30.331.165.

## Curiosità
- Nel 2006, è stato inaugurato il dance bar "Roxbury" a Rehovot in Israele, in onore della discoteca del film.
- I cellulari che il papà dei Boutabi sequestra sono 3, come i personaggi in origine negli sketch.
- Nella scena in cui Doug chiede scusa a Steve perché vuole che tutto torni come prima, si fa riferimento al film Jerry Maguire, tramite le citazioni di Doug "Tu mi completi" e di Steve "Schh, zitto basta, zitto ti prego: hai già spiegato tutto con un ciao!".
- Nel maggio 2019, Kattan ha dichiarato nel suo libro di memorie di aver subito pressioni da parte del produttore Lorne Michaels affinché facesse sesso con Amy Heckerling per convincerla a dirigere il film (anche se alla fine ha solo prodotto, e non diretto, la pellicola)[6].